# 석영진
석영진(石榮眞, 1990년 8월 30일~)은 대한민국의 봅슬레이 선수이다. 2014년 동계 올림픽에 대한민국 국가대표로 참가하였다.